# Ronayne O’Mahony
Ronayne O’Mahony (ur. 28 maja 1985 w Dublinie) – irlandzki kierowca wyścigowy.

## Kariera
O’Mahony rozpoczął karierę w wyścigach samochodowych w roku 2003, od startów w Brytyjskiej Formule Renault oraz Brytyjskiej Formule Zip. Zajął w nich odpowiednio 27 i 17 pozycję. W późniejszych latach startował także w Europejskim Pucharze Formuły 3, Hiszpańskiej Formule 3, Brytyjskiej Formule 3, Formule 3 Euro Series oraz w FIA GT3 European Championship. W Formule 3 Euro Series wystartował w 2006 roku z włoską ekipą Prema Powerteam, jednak nigdy nie zdobywał punktów.

## Statystyki
| Sezon | Seria                                | Zespół                    | Wyścigi | Zwycięstwa | PP | NO | Podium | Punkty | Pozycja |
| ----- | ------------------------------------ | ------------------------- | ------- | ---------- | -- | -- | ------ | ------ | ------- |
| 2003  | Brytyjska Formuła Renault            | Fortec Motorsport         | 14      | 0          | 0  | 0  | 0      | 26     | 27      |
| 2003  | Brytyjska Formuła Zip                |                           |         | 0          |    |    |        | 18     | 17      |
| 2004  | Brytyjska Formuła 3 - klasa narodowa | Performance Racing        | 12      | 0          | 1  | 1  | 9      | 121    | 5       |
| 2004  | Brytyjska Formuła 3                  | Fortec Motorsport         | 2       | 0          | 0  | 0  | 0      | 0      | NS      |
| 2004  | Hiszpańska Formuła 3                 | E.V. Racing               | 2       | 0          | 0  | 0  | 0      | 0      | NS      |
| 2004  | Europejski Puchar Formuły 3          | Performance Racing Europe | 1       | 0          | 0  | 0  | 0      | N/A    | 17      |
| 2005  | Brytyjska Formuła 3                  | Fortec Motorsport         | 20      | 0          | 0  | 0  | 0      | 21     | 14      |
| 2005  | Masters of Formula 3                 | Fortec Motorsport         | 1       | 0          | 0  | 0  | 0      | N/A    | 23      |
| 2006  | Formuła 3 Euro Series                | Prema Powerteam           | 20      | 0          | 0  | 0  | 0      | 0      | 25      |
| 2006  | Masters of Formula 3                 | Prema Powerteam           | 1       | 0          | 0  | 0  | 0      | N/A    | 24      |
| 2007  | FIA GT3 European Championship        | Trackspeed Racing         | 4       | 0          | 0  | 0  | 0      | 0      | NS      |